# 錫達拉皮茲
錫達拉皮茲 （Cedar Rapids, Iowa，簡稱CR）是美國愛阿華州東部林縣的一個城市。面積166.8平方公里，2006年人口 124,417人，是該州第二大城市。
建於1849年，城名得名於流經當地的錫達河。當地有「五季之城」（City of Five Seasons）的美稱，即四季以外加上「享受生活的時光」。